# Yoshihiko Matsuoka
Yoshihiko Matsuoka (jap. 松岡 良彦, Matsuoka Yoshihiko; * 29. Juli 1977 in der Präfektur Hyōgo) ist ein ehemaliger japanischer Fußballspieler.

## Karriere
Matsuoka erlernte das Fußballspielen in der Schulmannschaft der Kobe Koryo Gakuen High School. Seinen ersten Vertrag unterschrieb er 1996 bei Vissel Kōbe. Der Verein spielte in der zweithöchsten Liga des Landes, der Japan Football League. 1996 wurde er mit dem Verein Vizemeister der Japan Football League und stieg in die J1 League auf. Ende 1997 beendete er seine Karriere als Fußballspieler.